# UFC 24
UFC 24: First Defense (в переводе с англ. UFC 24: Первая защита) — это турнир по смешанным единоборствам, организованный Ultimate Fighting Championship, который состоялся 10 марта 2000 года на спортивной арене «Lake Charles Civic Center» в городе Лейк-Чарльз, штат Луизиана, США.

## Подготовка турнира
Название «Первая защита» относится к запланированному бою за титул в тяжелом весе между действующим чемпионом Кевином Рэндлманом (2-1 в UFC) и Педру Риззу (4-0 в UFC), который в итоге не состоялся из-за травмы чемпиона. Во время разминки за кулисами уже во время мероприятия Рэндлман поскользнулся на бетонном полу и ударился головой, полностью потеряв сознание. Рэндлмана доставили на машине скорой помощи в больницу, где его привели в чувство и диагностировали сотрясение мозга. Поскольку инцидент произошел во время трансляции, присутствовавшие фанаты и зрители, смотрящие с оплатой за просмотр, не были уведомлены до конца шоу. Бой был перенесен и состоялся на UFC 26.
Это событие также ознаменовало появление Дэна Северна в качестве рефери предварительных боев. В отличие от традиционной сплошной черной одежды рефери UFC, он носил черно-белые полосы и красные туфли.

## Результаты турнира
| Бой п/п | Весовая категория | Участники и результат боя | Участники и результат боя | Участники и результат боя | Участники и результат боя | Участники и результат боя | Участники и результат боя | Участники и результат боя | Способ победы                           | Раунд | Время | Рефери в ринге |
|         |                   | Основной кард             |                           |                           |                           |                           |                           |                           |                                         |       |       |                |
| Бой 8   | Тяжёлый вес       |                           | Кевин Рэндлман (ч)        | 7-3 MMA                   | vs.                       |                           | Педру Риззу               | 8-0 MMA                   | Бой отменён из-за травмы участника      |       |       |                |
| Бой 7   | Тяжёлый вес       |                           | Тедд Уильямс (д)          | 5-0 MMA                   | поб.                      |                           | Стив Джадсон              | 0-1 MMA                   | Технический нокаут (удары руками)       | 1     | 3:23  | Джон Маккарти  |
| Бой 6   | Средний вес       |                           | Лэнс Гибсон (д)           | 2-3 MMA                   | поб.                      |                           | Джермэйн Андре (д)        | 8-1 MMA                   | Нокаут (удар коленом в голову)          | 3     | 3:35  | Джон Маккарти  |
| Бой 5   | Лёгкий вес        |                           | Дейв Менне (д)            | 23-5-1 MMA                | поб.                      |                           | Фабиану Иха               | 3-2 MMA                   | Единогласное решение                    | 3     | 5:00  | Джон Маккарти  |
| Бой 4   | Лёгкий вес        |                           | Боб Кук (д)               | 4-0 MMA                   | поб.                      |                           | Тики Госн (д)             | 3-1 MMA                   | Сдача, удушающий приём (удушение сзади) | 2     | 1:29  | Джон Маккарти  |
| Бой 3   | Лёгкий вес        |                           | Дженс Пулвер (д)          | 4-1-1 MMA                 | поб.                      |                           | Дэвид Веласкес (д)        | 4-2 MMA                   | Технический нокаут (удары руками)       | 2     | 2:41  | Джон Маккарти  |
|         |                   | Предварительный кард      |                           |                           |                           |                           |                           |                           |                                         |       |       |                |
| Бой 2   | Тяжёлый вес       |                           | Скотт Адамс (д)           | 7-1 MMA                   | поб.                      |                           | Иан Фриман (д)            | 7-0 MMA                   | Сдача, болевой приём (узел пятки)       | 1     | 3:09  | Дэн Северн     |
| Бой 1   | Лёгкий вес        |                           | Шони Картер (д)           | 12-3-4 MMA                | поб.                      |                           | Брэд Гамм (д)             | 2-0 MMA                   | Единогласное решение                    | 2     | 5:00  | Дэн Северн     |

(ч) - чемпион, (д) - дебютант, боец проводящий первый бой в UFC